# John Hugh Mather
John Hugh Mather (* 1887 in Stroud Green, Middlesex; † 10. April 1957 in Farnborough, Kent) war ein britischer Marineoffizier, der an der Terra-Nova-Expedition (1910–1913) des britischen Polarforschers Robert Falcon Scott in die Antarktis teilnahm.

## Leben
Mather wurde in Stroud Green geboren, heute ein Stadtteil von London. Sein Vater Ebenezer Joseph Mather (1849–1927) war 1881 Gründer der Wohltätigkeitsorganisation Fishermen’s Mission. Mather wurde Seemann und half 1910 in London bei der Beladung der Terra Nova für Scotts zweite und gleichzeitig letzte Antarktisexpedition. Im Zuge dessen bewarb er sich erfolgreich um eine Teilnahme und wurde als Petty Officer der Royal Naval Reserve zum Besatzungsmitglied des Schiffes. Während der Forschungsreise half er bei der Tierpräparation und der Konservierung anderer gesammelter Objekte. Nach seiner Rückkehr diente er als Offizier im Ersten Weltkrieg und kämpfte 1919 im Russischen Bürgerkrieg im Rang eines Majors gegen die Bolschewiki in Murmansk. 1929 war er Gründungspräsident des Antarctic Club, dessen Sekretär und Schatzmeister er bis zu seinem Tod blieb. 1937 schied er als Lieutenant Commander bei der Royal Naval Reserve aus, kehrte jedoch zu Beginn des Zweiten Weltkriegs in den aktiven Dienst zurück. Mather starb 1957 im Alter von 69 Jahren.